# 卡氏箭肛鱼
卡氏箭肛鱼，為輻鰭魚綱水珍魚目後肛魚科的其中一種，為深海魚類，分布於西印度洋的阿拉伯海海域，棲息深度可達700公尺，體長可達23.2公分，生活習性不明。